# Lion's Cup 1984
Lion's Cup 1984 — тенісний турнір, що проходив на закритих кортах з килимовим покриттям у Токіо (Японія). Належав до Світової чемпіонської серії Вірджинії Слімс 1984. Тривав з 12 до 18 листопада 1984 року.

## Фінальна частина

### Одиночний розряд, жінки
Мануела Малеєва —  Гана Мандлікова 6–1, 1–6, 6–4
- Для Малеєвої це був 5-й титул за сезон і за кар'єру.